# Majed Suroor
Majid Ibrahim Surour Khamis Salim, noto semplicemente come  Majed Suroor (in arabo ماجد سرور‎?; Sharja, 14 ottobre 1997), è un calciatore emiratino, centrocampista del Sharjah e della nazionale emiratina, attualmente in prestito all'Al-Wasl.

## Palmarès

### Club

#### Competizioni nazionali
- Campionato emiratino: 1

Sharjah: 2018-2019
- UAE Super Cup: 2

Sharjah: 2020, 2022
- Coppa del Presidente degli Emirati Arabi Uniti: 1

Sharjah: 2022-2023